# Mannford
Mannford és un poble dels Estats Units a l'estat d'Oklahoma. Segons el cens del 2000 tenia 2.095 habitants.

## Demografia
Segons el cens del 2000, Mannford tenia 2.095 habitants, 783 habitatges, i 583 famílies. La densitat de població era de 150,6 habitants per km².
Dels 783 habitatges en un 38,3% hi vivien nens de menys de 18 anys, en un 58,5% hi vivien parelles casades, en un 11,7% dones solteres, i en un 25,5% no eren unitats familiars. En el 23,1% dels habitatges hi vivien persones soles el 10,9% de les quals corresponia a persones de 65 anys o més que vivien soles. El nombre mitjà de persones vivint en cada habitatge era de 2,57 i el nombre mitjà de persones que vivien en cada família era de 3,45.
Per edats la població es repartia de la següent manera: un 28,4% tenia menys de 18 anys, un 7,2% entre 18 i 24, un 28,2% entre 25 i 44, un 22% de 45 a 60 i un 14,3% 65 anys o més.
L'edat mediana era de 36 anys. Per cada 100 dones de 18 o més anys hi havia 85,5 homes.
La renda mediana per habitatge era de 34.306 $ i la renda mediana per família de 41.750 $. Els homes tenien una renda mediana de 32.991 $ mentre que les dones 20.625 $. La renda per capita de la població era de 17.722 $. Entorn del 6,5% de les famílies i el 8,5% de la població estaven per davall del llindar de pobresa.

## Poblacions més properes
El següent diagrama mostra les poblacions més properes.